# Meliboeus babaulti
Meliboeus babaulti es una especie de escarabajo barrenador metálico del género Meliboeus, familia Buprestidae, orden Coleoptera.

## Taxonomía
Fue descrita por Théry en 1930 y publicada en Théry A. Buprestides de l'Inde. Bulletin et Annales de la Société entomologique de Belgique 70(5):149-172. (1930).